# Teoria uczuć moralnych
Teoria uczuć moralnych (ang.: The Theory of Moral Sentiments) – tytuł dzieła szkockiego myśliciela i ekonomisty Adama Smitha wydanego w 1759 roku. Zawiera etyczne, filozoficzne, psychologiczne i metodologiczne podstawy do późniejszych prac Smitha takich jak Badania nad naturą i przyczynami bogactwa narodów, A Treatise on Public Opulence (1764), Essays on Philosophical Subjects (1795), Lectures on Justice, Police, Revenue, and Arms (1763).